# Zbigniew Stępniak
Zbigniew Stępniak (ur. 22 marca 1968 w Giżycku) – polski śpiewak (bas, basso profondo), muzykolog i ksiądz katolicki.

## Życiorys
Urodził się w rodzinie nauczycieli – małżeństwa  Bolesławy i Ryszarda Stępniaków. Po ukończeniu szkoły podstawowej w latach 1983–1987 uczęszczał do Liceum Ogólnokształcącego w Węgorzewie. Po zdaniu egzaminu maturalnego przez rok pracował w Okręgowej Spółdzielni Mleczarskiej w Węgorzewie.
W 1988 wstąpił do Wyższego Seminarium Duchownego Metropolii Warmińskiej w Olsztynie, gdzie studiował  w latach 1988–1994. 11 czerwca 1994 roku przyjął święcenia kapłańskie w olsztyńskim kościele katedralnym – bazylice pod wezwaniem św. Jakuba. W latach 1994–2000 był wikariuszem w parafii Najświętszego Serca Pana Jezusa w Olsztynku i nauczycielem religii w tamtejszym Zespole Szkół Zawodowych. W latach 1997–2000 studiował w Instytucie Muzyki na Uniwersytecie Warmińsko-Mazurskim w Olsztynie. Kształcenie muzyczne i muzykologiczne kontynuował w Sekcji Muzykologii Teoretycznej i Stosowanej na Wydziale Nauk Historycznych i Społecznych Uniwersytetu Kardynała Stefana Wyszyńskiego w Warszawie oraz w Podyplomowym Studium Emisji Głosu przy Akademii Muzycznej im. F. Nowowiejskiego w Bydgoszczy i Narodowym Centrum Kultury w Warszawie.
W 2006 Biskup Warmiński powierzył mu stanowisko proboszcza w parafii pw. św. Andrzeja Apostoła i św. Rocha w Ramsowie, gdzie pełnił swoją misję do 2009. W tym czasie, jako pomysłodawca oraz inicjator, został pierwszym dyrektorem artystycznym Letnich Koncertów Muzyki Wokalnej „Varmia gaudet et cantat” w Ramsowie.
Pracę na Uniwersytecie Warmińsko-Mazurskim w Olsztynie podjął w 2006 roku. Na stanowisko adiunkta UWM awansował po obronie pracy doktorskiej na Wydziale Nauk Historycznych i Społecznych UKSW w 2011 (doktor nauk humanistycznych w zakresie historii). Systematycznie doskonalił swój warsztat muzyczny kształcąc się w Prywatnym Policealnym Studium Sztuki Wokalnej w Poznaniu i studiując śpiew solowy (specjalność oratoryjno-pieśniarska) na Wydziale Wokalno-Aktorskim Akademii Muzycznej im. F. Nowowiejskiego w Bydgoszczy (lata 2010–2012). W roku 2019 otrzymał stopień doktora habilitowanego w Akademii Muzycznej im. I.J. Paderewskiego w Poznaniu (doktor habilitowany w dziedzinie sztuk muzycznych w dyscyplinie wokalistyka). W styczniu 2020 roku awansował na stanowisko profesora Uniwersytetu Warmińsko-Mazurskiego w Olsztynie.
Umiejętności wokalne pogłębia na różnych kursach i szkoleniach (m.in. u Janusza Niziołka, Macieja Witkiewicza, Gerda Türka, Jadwigi Romańskiej, Marka Rzepki, Jana Ballarina, Evelyne Tubb, Ulricha Messthaltera, Eugeniusza Sąsiadka, Stefanii Toczyskiej, Ingrid Kremling, Dmitrija Susłowa). Obył szereg staży zagranicznych, m.in. 2013 – miesięczny staż szkoleniowo-artystyczny w Schola Cantorum Basiliensis – Hochschule für Alte Musik Basel (Szwajcaria), 2013 – miesięczny staż naukowy w Państwowym Uniwersytecie im. Janki Kupały w Grodnie (Białoruś), 2015 - miesięczny staż dydaktyczny na Akademii Muzycznej im. Louisa Spohra w Kassel (Niemcy), 2016 – miesięczny staż naukowo-artystyczny w Nowosybirskim Państwowym Konserwatorium im. M. Glinki (Rosja), 2018 – trzymiesięczny staż naukowy w Martin-Luther-Universität Halle-Wittenberg (Niemcy), 2019 – dwumiesięczny staż naukowy w Hochschule für Musik „Carl Maria von Weber” w Dreźnie (Niemcy).
Koncertuje w Polsce i w innych krajach Europy (Szwajcaria, Niemcy, Białoruś, Rosja, Czechy, Łotwa).  W swoim repertuarze ma utwory kompozytorów od renesansu do współczesności: operowe arie basowe, pieśni, dzieła oratoryjno-kantatowe, szczególnie rzadko wykonywane kompozycje barokowe dla basso-profondo.
Równocześnie czynnie udziela się duszpastersko pomagając w Parafii Matki Boskiej Fatimskiej w Olsztynie. Od roku 2017 sprawuje także funkcję Duszpasterza środowisk twórczych Archidiecezji warmińskiej.
Jest członkiem Polskiego Stowarzyszenia Pedagogów Śpiewu, Stowarzyszenia Polskich Artystów Muzyków i Stowarzyszenia Polskich Muzyków Kościelnych. 

## Nagrody i wyróżnienia
- Dyplom Ministra Kultury i Sztuki za zasługi w upowszechnianiu kultury muzycznej - 1999
- Brązowy Medal za Zasługi dla Pożarnictwa - 2008
- Nagroda indywidualna Rektora Uniwersytetu Warmińsko-Mazurskiego w Olsztynie II stopnia, za osiągnięcia w dziedzinie organizacyjnej - 2014
- Medal jubileuszowy Rektora UWM prof. dra hab. Ryszarda J. Góreckiego „za zaangażowaną promocję Uniwersytetu Warmińsko-Mazurskiego w Olsztynie”  - 2015
- Nagroda indywidualna Rektora Uniwersytetu Warmińsko-Mazurskiego w Olsztynie II stopnia, za osiągnięcia w dziedzinie naukowej - 2015
- Nagroda indywidualna Rektora Uniwersytetu Warmińsko-Mazurskiego w Olsztynie II stopnia, za osiągnięcia w dziedzinie organizacyjnej -  2017
- Nagroda indywidualna Rektora Uniwersytetu Warmińsko-Mazurskiego w Olsztynie II stopnia, za osiągnięcia w dziedzinie organizacyjnej - 2019
- Nagroda indywidualna Rektora Uniwersytetu Warmińsko-Mazurskiego w Olsztynie II stopnia, za osiągnięcia w dziedzinie naukowej - 2020

## Dyskografia
- „Kolędy polskie” – album CD z 13-toma polskimi kolędami w aranżacji i opracowaniu Macieja Wierzchołowskiego – ks. Zbigniew Stępniak-bas, Maciej Wierzchołowski-organy, Marek Szymański-wiolonczela, Kolędy polskie, Musica Sacra Edition 044, Warszawa 2013
- „Romanse rosyjskie” – album CD, Zbigniew Stępniak – bas, Irina Grachowska – fortepian, Yuriy Rizun – skrzypce, Krzysztof Koziatek – wiolonczela, Soliton SL 817-2, Sopot 2018
- „Молитва на Востоке. Wokalna solowa muzyka religijna rosyjskich kompozytorów” – album CD, ks. Zbigniew Stępniak – bas, basso-profondo, Agnieszka Zwolska (Polska) – obój, Laura Jurčová (Polska)– harfa, Irina Grachowska (Białoruś) – fortepian, Rafał Sulima (Polska) – organy, SOLITON, SL 861-2, Sopot 2018
- „Różaniec artystyczny - Anno Domini 2020. W hołdzie wielkim Polakom: św. Janowi Pawłowi II - w 100-lecie urodzin i bł. Stefanowi Wyszyńskiemu - w roku beatyfikacji” – album CD, ks. Zbigniew Stępniak – bas, basso-profondo, Małgorzata Domagała-Rogalska – alt, Rafał Sulima – organy, teksty św. Jana Pawła II czyta Mateusz Smaczny, gościnnie Tomasz Witek – trąbka,  SOLITON, SL 693-2, Sopot 2020
- „Rosarium vocalis" – album CD, ks. Zbigniew Stępniak – bas, basso-profondo, Rafał Sulima – organy, Tomasz Witek – trąbka, Acte Préalable, AP0486, Warszawa 2020
- „Stanisław Moniuszko – sacrum et profanum. Dla Polaków i Polonii na Syberii” – album CD, ks. Zbigniew Stępniak - bas, basso-profondo, Krzysztof Kiercul – fortepian, DUX 1843, Warszawa 2021
- „Kolędy wybrane – basem wyśpiewane w opracowaniu Stanisława Niewiadomskiego - dla Rodaków od Syberii po Szwajcarię" cz. 1 – album CD, ks. Zbigniew Stępniak - bas, Krzysztof Kiercul – fortepian, MX 091, Warszawa 2022
- „Kolędy wybrane – basem wyśpiewane w opracowaniu Stanisława Niewiadomskiego - dla Rodaków od Syberii po Szwajcarię" cz. 2 – album CD, ks. Zbigniew Stępniak - bas, Krzysztof Kiercul – fortepian, MX 092, Warszawa 2022
- „Adoro Te - Eucharistische Musik von Gregorianik bis zu Französischen Romantik" - album CD, Marienchor Neuss unter der Leitung von Mirosława Cieślak und Gerda Kieser, Pfr. Zbigniew Stępniak – Bass, Basso-profundo, Mirosława Cieślak – Orgel, ARSO-CD-224, Łódź 2023

## Wybrane publikacje
Źródło:
- Z. Stępniak, Liturgia Świętego Jana Chryzostoma na głos solowy, orkiestrę smyczkową, harfę i organy Aleksandra Grieczaninowa, w: Śpiew - historia, praktyka, pedagogika, Tom II, red. Piotr Łykowski, Monika Kolasa-Hladíková, Wrocław 2020, ISBN 978-83-65473-21-9, s. 125-139.
- Z. Stępniak, Literacko-teologiczno-retoryczny kontekst solowych kompozycji wokalnych w wymiarze edukacyjnym, „Lubelski Rocznik Pedagogiczny” Vol. 38, 1 (2019), ISSN 0137-6136, s. 225-241.
- Z. Stępniak, Twórcze inspiracje chorałem gregoriańskim Oscara Laggera (ur. 1934), w wybranych solowych kompozycjach na niski bas, „Musica Ecclesiastica” 14 (2019), ISSN 2353-6985, s. 19-27.
- З. Стемпняк, Культурно-эдукационные аспекты концертной деятельности в рамках польско-русско-белорусского сотрудничества, „Studia Wschodniosłowiańskie” t. 18, Białystok 2018, ISSN 1642-557X, s. 335-346.
- З. Стемпняк, Богословский и риторический контекст слов и музыки в сольных концертах барокко (на примере избранных композиций для низкого баса Иоганна Валентина Медера), „Вестник музыкальной науки” Nr 1 (19) 2018, Nowosybirsk 2018, s. 45-55, ISSN 2308-1031.
- Z. Stępniak, Na kulturowej granicy Polski i Białorusi – inspiracje literackie i wartości artystyczne «Śpiewnika domowego» Stanisława Moniuszki, „Studia Wschodniosłowiańskie” t. 17, Białystok 2017, s. 379-392, ISSN 1642-557X.
- Z. Stępniak, Między regionalizmem a uniwersalizmem w liryce wokalnej Feliksa Nowowiejskiego. Inspiracje folklorem i poezją w pieśniach solowych kompozytora, w: Seria: HUMANS – ART – EDUCATION, Tom 3. Regionalizm w kulturze – między słowem, muzyką i architekturą, red. Małgorzata Suświłło i Adam Grabowski, Wyd. UWM w Olsztynie, Olsztyn 2017, s. 197-210, ISBN 978-83-8100-088-8.
- З. Стемпняк, Теология Псалма 100 (99) и музыкальная риторика барокко в концерте Иоганна Валентина Медера «Jubilate Dео», w: Материалы международной конференции «Музыкальная культура Кенигсберга-Калининграда», 27-29 октября 2014 г., Калининград 2017, s. 70-84, ISBN 978-5-906195-40-1.
- Z. Stępniak, Teologiczno-retoryczny kontekst słowa i muzyki w koncercie wokalnym Salve coelestis Pater Franza Tundera (1614-1664) na bas solo, skrzypce i b.c., „Seminare” t. 38 * 2017, nr 3, Towarzystwo Naukowe Franciszka Salezego, Kraków-Piła-Warszawa-Wrocław 2017, s. 193-207, ISSN 1232-8766.
- L. Dacewicz, Z. Stepniak, Сопоставительный анализ польских и русских этнонимов (на основании Большого русско-польского словаря), w: Язык и междукультурные коммуникации. Материалы VI Международной научной конференции (Вильнюсь–Минск, 17-20 мая 2017 г.), red. В.Д. Старичёнок, Минск БГПУ 2017, s. 48-53, ISBN 978-985-541-346-3.
- Z. Stępniak, Teologia Psalmu 100 (99) a muzyczna retoryka baroku w koncercie Johanna Valentina Medera (1649-1719) „Jubilate Deo”, w: Muzyka i refleksja pedagogiczna. Perspektywy – interpretacje – pogranicza, red. Joanna Jemielnik, Joanna Posłuszna, Wydawnictwo Aureus, Kraków 2015, s. 131-148, ISBN 978-83-60741-89-4.
- Z. Stępniak, Teologia starotestamentalnej pieśni pochwalnej Śpiewaj Panu cała ziemio (1 Krn 16, 23-34) a barokowa retoryka muzyczna w kantacie „Singet dem Herrn alle Welt” na bas solo, dwie trąbki i b.c. Johanna Philippa Kriegera (1649-1725), w: Muzyka w dialogu z edukacją. Wybrane konteksty aktywności i edukacji muzycznej, red. E. Kochanowska, R. Majzner, Kraków 2015, s. 205-221, ISBN 978-83-65148-17-9.
- Z. Stępniak, Musical lecture on the theology of the Old Testament Book of Proverbs (Prov. 8:23-31) in the Ab aeterno ordinata sum solo motet for basso profundo by Claudio Monteverdi, w: Art in the public and sacred spheres, red. A. Grabowski, M. Suświłło, Olsztyn 2015, s. 137-155, ISBN 978-83-7299-960-3.
- Z. Stępniak, W poszukiwaniu biblijnych i chorałowych inspiracji twórczych we współczesnej muzyce. Egzegetyczno-retoryczna analiza pieśni Da pacem, Domine Oscara Laggera (ur. 1934), w: Przeobrażenia ponowoczesnego społeczeństwa, red. Sergiusz Terepishchyi, Oleksandra Yaremchuk, Roman Kordonskyy, Kamil Sygidus, Kijów 2015, s. 149-164, ISBN 978-966-660-921-5.
- З. Стемпняк, Культуротворческая миссия университета в приеме христианского персонализма, w: Формоване на гражданина и професионалиста в условията на университетското образование. Сборник с научни статии, том втори, ред. Емилия Миленкова Рангелова, Габрово 2013, s. 59-65, ISBN 978-954-490-404-3.
- З. Стемпняк, Репертуар польских академических хоров до и после политической трансформации в Польше (1980-1990 и 1991-2000), w: Высшая школа: опыт, проблемы, перспективы, научный редактор В.И. Казаренков, РУДН, Москва 2013, s. 720-726, ISBN 978-5-209-04977-7.
- З. Стемпняк, Музыкальная культура украинского меньшинства на Вармии, на примере школ с украинским языком преподавания в Гурове Илавецком и Бартошицах, w: ТехноОбраз-2013. Творческое развитие и саморазвитие личности в условиях межкультурного образования, часть 2, ред. В.П. Тарантей, Гродно 2013, s. 203-207, ISBN 978-985-515-685-8.
- Z. Stępniak, Wybrane polskie chóry akademickie w dwudziestoleciu 1980-2000. Repertuar – konkursy – wykonania, Lublin 2012, stron 388, ISBN 978-83-7847-048-9.
- ponadto jest autorem kilku haseł w encyklopediach: Religia. Encyklopedia PWN i Encyklopedii katolickiej KUL oraz  artykułów popularno-naukowych.